# WD B1620-26
WD B1620-26 est une naine blanche d'environ 0,34 masse solaire située à 12 400 années-lumière (3,8 kpc) de la Terre dans l'amas globulaire M4 de la constellation du Scorpion, 1,3° à l'ouest de l'étoile Antarès.

## Système binaire
C'est le compagnon de PSR B1620-26, un pulsar milliseconde d'environ 1,35 masse solaire avec lequel WD B1620-26 forme un système binaire. Ces deux astres orbitent l'un autour de l'autre en 191,442 8 jours (un peu plus de six mois) à environ une unité astronomique de distance sur une orbite caractérisée par une excentricité de 0,025 et une inclinaison de 55+14
−8°.

## Planète circumbinaire
PSR B1620-26 b, une planète circumbinaire d'environ 2,5 ± 1 masses joviennes, orbite également autour de ce système,, avec une période de révolution d'une centaine d'années et un demi-grand axe de l'ordre de 23 UA.